# Martina Hrašnová
Martina Hrašnová (f. Danišová), född den 21 mars 1983 i Bratislava, är en slovakisk friidrottare som tävlar i släggkastning.
Hrašnovás genombrott kom när hon 2002 slutade tvåa på junior-VM. Året efter stängdes hon av i två år för dopingbrott. Hon var tillbaka till EM i Göteborg 2006 där hon blev utslagen i kvaltävlingen. Samma sak hände vid VM 2007 i Osaka. Hennes första mästerskapsfinal som senior blev Olympiska sommarspelen 2008 i Peking där hennes 71,00 räckte till en åttonde plats. Hon avslutade 2008 med att bli tvåa vid IAAF World Athletics Final i Stuttgart med ett kast på 71,40. 
Vid friidrotts-VM 2009 placerade hon sig som trea med ett kast på 74,79 m.

## Personligt rekord
- 76,90 meter från 2009